# Lateiki
Lateiki (znany również jako Metis Shoal) – aktywny wulkan podmorski położony na południowym Pacyfiku, między wyspami Kao a Late, na zachód od Rowu Tonga. Wulkan ten wielokrotnie tworzył efemeryczne wyspy od czasu pierwszej potwierdzonej aktywności w połowie XIX wieku. Dwa wybuchy – w 1967 i 1979 roku – doprowadziły do powstania wysp, które przetrwały jedynie przez kilka miesięcy, zanim uległy erozji i zniknęły pod powierzchnią morza. Erupcja z 6 czerwca 1995 roku utworzyła większą wyspę, która przetrwała prawdopodobnie aż do nowej erupcji w połowie października 2019 roku – ta zniszczyła poprzednią wyspę i stworzyła nową, również krótkotrwałą.

## Erupcje z lat 1967-1995
Pierwsza zgłoszona erupcja wulkanu w XX wieku została zaobserwowana przez marynarzy, począwszy od 12 grudnia 1967 roku. Żarzące się wyrzuty materiału wulkanicznego unosiły się na kilkaset metrów w górę, a para i dym wznosiły się na wysokość co najmniej 1 000 metrów ponad powierzchnię oceanu. Erupcja stworzyła niewielką wyspę, której wysokość wynosiła kilkadziesiąt metrów, a długość i szerokość sięgały kilku tysięcy metrów. Aktywność erupcyjna zakończyła się prawdopodobnie na początku stycznia 1968 roku, a wyspa szybko uległa erozji i zniknęła pod powierzchnią wody do końca lutego. Podczas obserwacji w kwietniu 1968 roku wyspa już nie istniała – w jej miejscu widoczne były jedynie żółtawe smugi wody.
Po raz kolejny duża kolumna pary i wyrzuty materiału wulkanicznego zostały zaobserwowane 19 czerwca 1979 roku, a wokół miejsca erupcji do końca czerwca powstał rosnący obszar tefry o średnicy 16 km. Geolodzy odwiedzili to miejsce w połowie lipca – wówczas wyspa miała około 300 m długości, 120 m szerokości i 15 m wysokości, była zbudowana z tefry o rozmiarach od popiołu po duże bomby wulkaniczne. Emisje popiołu nadal miały miejsce po wschodniej stronie wyspy. Ustalono, że nowa wyspa znajdowała się około 1 km na wschód od wyspy z lat 1967–1968. Do początku października 1979 roku wyspa niemal całkowicie zniknęła pod powierzchnią oceanu.

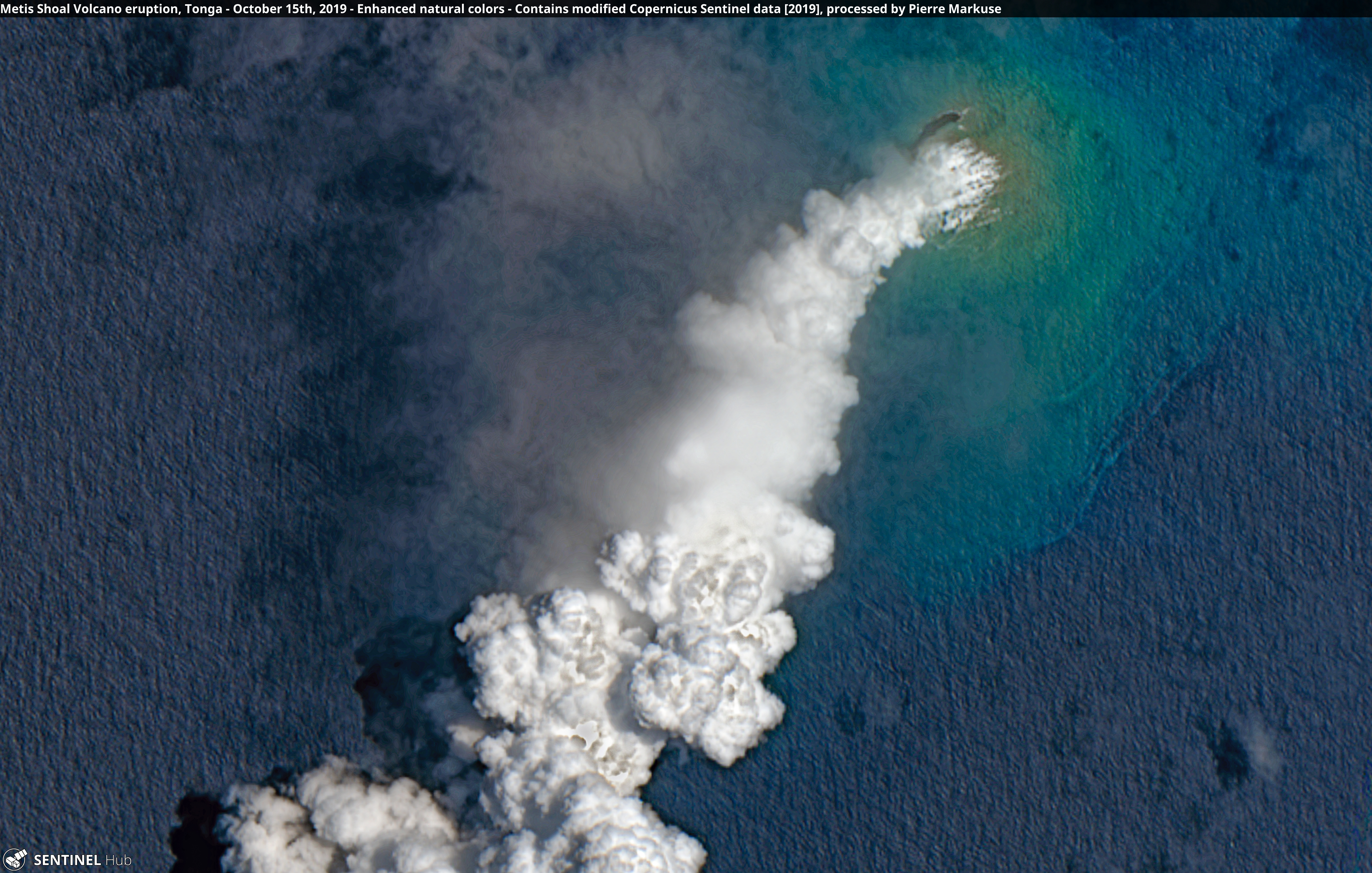
Zdjęcie satelitarne erupcji wulkanu z dnia 15 października 2019 roku

Następną erupcję po raz pierwszy zaobserwowano 6 czerwca 1995 roku. 12 czerwca ponad powierzchnię wody wyłoniła się nowa wyspa w postaci rosnącej kopuły lawowej. Liczne chmury popiołu wznosiły się na setki metrów i rozwiewały się z wiatrem. Pod koniec czerwca eliptyczna kopuła o wymiarach około 300 na 250 m i wysokości 50 m przestała rosnąć. Według odwiedzających wyspę, była ona zbudowana ze stwardniałej lawy, a nie z tufowych stożków charakterystycznych dla wcześniejszych erupcji; nie zaobserwowano pumeksu. Przelot nad obszarem w grudniu 2006 roku potwierdził, że wyspa nadal istniała, prawdopodobnie jako pozostałość po erupcji z czerwca 1995 roku. Obrazy satelitarne z Sentinel-2, wykonane wielokrotnie w latach 2015–2019, wyraźnie potwierdzały obecność wyspy Lateiki oraz odbarwionej wody w jej pobliżu. Sugeruje to, że wyspa utworzona w 1995 roku mogła przetrwać ponad 20 lat. Zaproponowano, aby nadawać wyspie nazwę Lomu Island, na cześć Jonaha Lomu, nowozelandzkiego rugbysty tongijskiego pochodzenia.

## Erupcja w 2019 roku
Królestwo Tonga zgłosiło nową erupcję wulkanu Lateiki 13 października 2019 roku, po raz pierwszy zauważoną przez załogę statku o godzinie 8:00 dnia następnego, czyli 14 października. Obrazy satelitarne NASA potwierdziły, że erupcja miała miejsce tego samego dnia. Następnego ranka pilot z linii lotniczych Real Tonga sfotografował kolumnę pary i oszacował jej wysokość na 4,6–5,2 km nad poziomem morza. Centrum Doradcze ds. Popiołu Wulkanicznego w Wellington (VAAC) wydało ostrzeżenie lotnicze, odnotowując obserwację pary przez pilota, jednak na zdjęciach satelitarnych nie zaobserwowano chmury popiołu. Drugie ostrzeżenie wydano 22 października po zgłoszeniu podobnej kolumny pary, tym razem o wysokości 3,7 km.
System MODVOLC, monitorujący alerty termiczne, zarejestrował trzy sygnały cieplne z obszaru Lateiki – po jednym 18, 20 i 22 października 2019 roku. Pierwszy obraz satelitarny erupcji z 15 października 2019 roku pokazał aktywność obejmującą znacznie większy obszar niż wcześniej istniejąca wyspa, widoczna jeszcze 10 października. Chociaż erupcja wytworzyła kolumnę pary, która unosiła się i przemieszczała na południowy zachód na odległość kilkudziesięciu kilometrów, oraz intensywną aktywność żarową, nie zaobserwowano chmury popiołu – podobnie jak w relacjach podczas erupcji w 1968 i 1979 roku. Silna inkandescencja i gęsta kolumna pary były nadal widoczne 20 października.
Obraz satelitarny z 30 października 2019 roku ujawnił obecność wyspy, której rozmiary zostały oszacowano na około 100 m szerokości i 400 m długości (według geologa Taanieli Kuli z urzędu Tonga Geological Service, na podstawie doniesień lokalnego źródła, czasopisma „Matangi Tonga”). Na powierzchni wyspy nie zaobserwowano wyraźnej aktywności fumarolicznej, ale od wyspy w kierunku północno-wschodnim unosiła się smuga zielono-brązowej wody morskiej.
Porównanie położenia starej wyspy Lateiki z nową, na podstawie zdjęć satelitarnych, wykazało, że nowa wyspa znajdowała się 250 m na północny zachód od poprzedniej. W ciągu kolejnych kilku tygodni rozmiar wyspy znacząco się zmniejszył; do 19 listopada była już prawdopodobnie cztery razy mniejsza niż pod koniec października. Wyspa Lateiki nadal malała w grudniu 2019 roku i styczniu 2020 roku, a w połowie stycznia nad miejscem erupcji widoczne były już tylko ślady odbarwionej wody morskiej.